# جمهوری امید
جمهوری امید (لهستانی: Republika nadziei) یک فیلم درام تاریخی لهستانی به کارگردانی زبیگنیف کوژمینسکی و کارول خودورا است که در سال ۱۹۸۸ منتشر شد. این فیلم برپایهٔ یک مینی‌سریال ساخته شد که دو سال پیش‌تر از تلویزیون پخش شده بود.

## گزیدهٔ بازیگران
- آندژی شچتکو
- یژی کاماس
- لئون نیمچیک
- چسواف وویکو
- یان یانکوفسکی
- توماش مندژاک
- باربارا بریسکا
- آلیتسیا یاخیه‌ویچ
- زجیسواف کوژین
- ویتولد اسکاروخ
- توماش زالیفسکی
- یاتسک بورکوفسکی